# Sils im Domleschg
Sils im Domleschg (rätoromanisch Seglias) ist eine politische Gemeinde in der Region Viamala des Kantons Graubünden in der Schweiz.

## Geographie

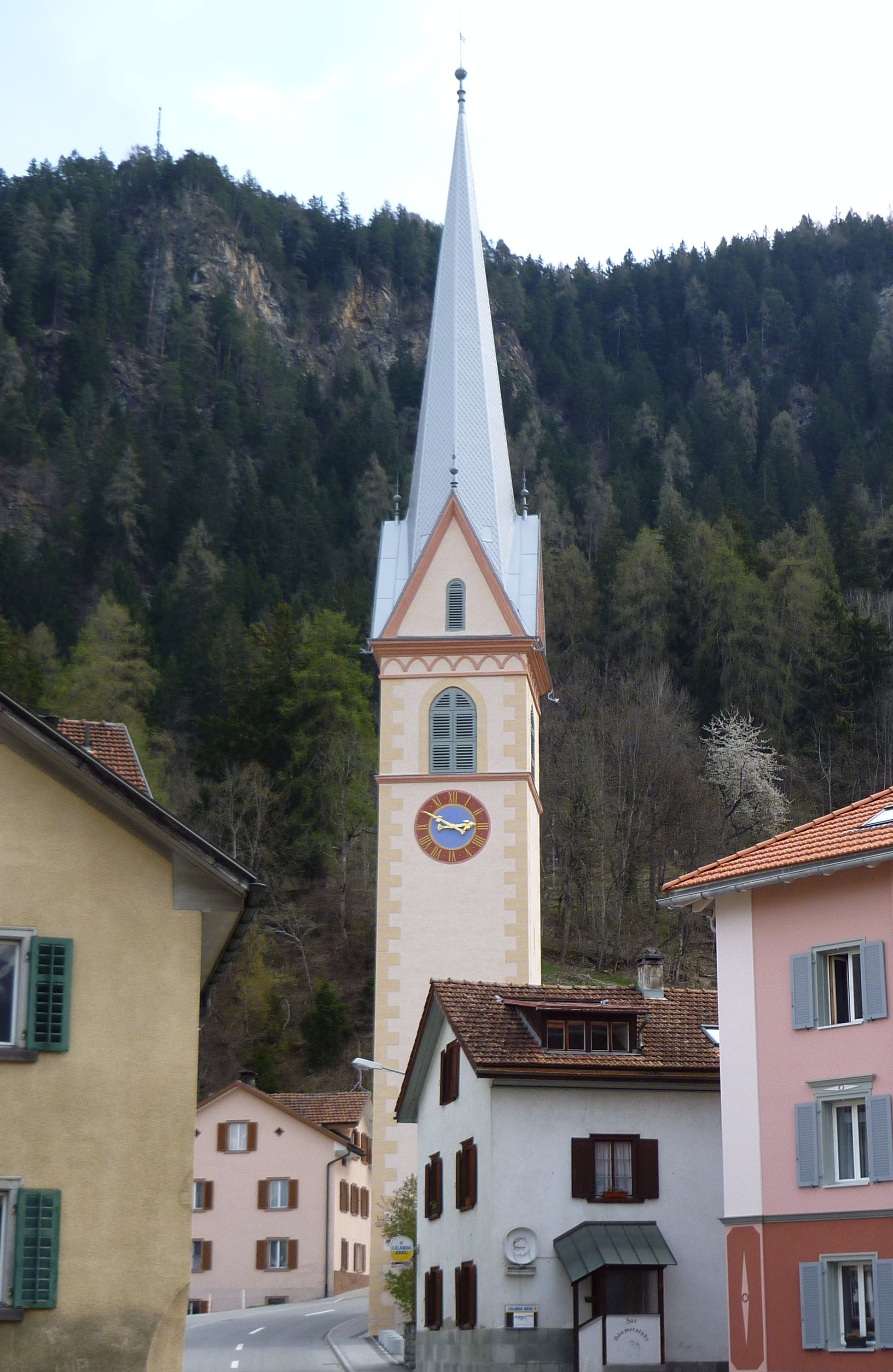
Kirche von Sils

Das Domleschg gilt als eines der schönsten und vielfältigsten Täler Graubündens. Dank dem ausserordentlich günstigen Klima wird das Domleschg auch der Obstgarten Graubündens genannt. Wenn hier im Frühling die Apfelblüte beginnt, sieht man im Hintergrund die Berge noch tief verschneit. Die besondere geographische Lage mit den engen, leicht zu kontrollierenden Verkehrswegen machte das Domleschg zum burgenreichsten Gebiet Europas. Zur Gemeinde Sils im Domleschg gehören das Schloss Baldenstein, die Burgruine Campell, die Burganlage Hohen Rätien und Burg Ehrenfels (Sils). Ebenfalls auf Gemeindegebiet von Sils liegen die Felszeichnungen von Carschenna.

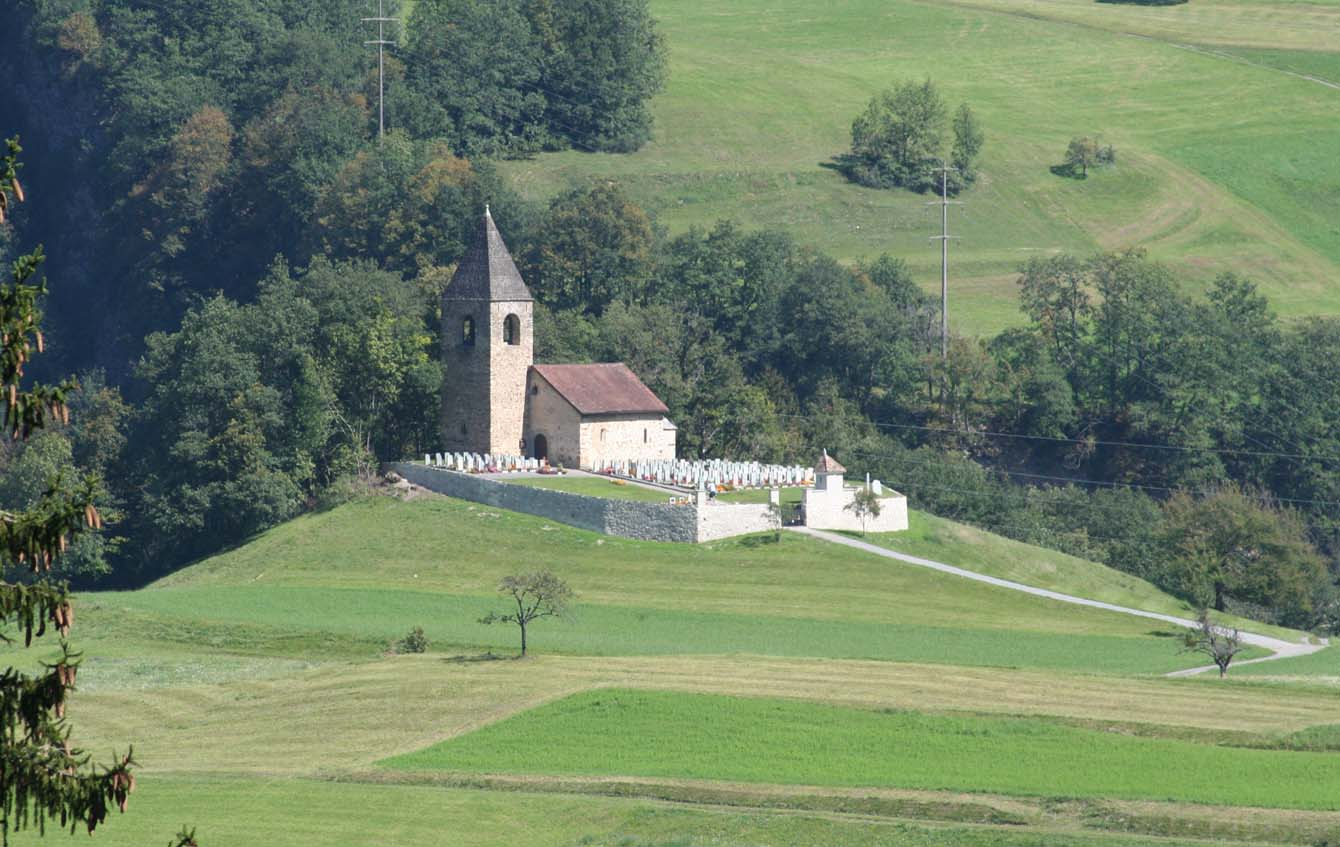
Kirche St. Cassian

Nachbargemeinden von Sils im Domleschg sind im Uhrzeigersinn beginnend im Norden Fürstenau, Scharans, Vaz/Obervaz, Mutten, Zillis-Reischen, Rongellen und Thusis. Mutten wurde am 1. Januar 2018 nach Thusis eingemeindet.

## Geschichte

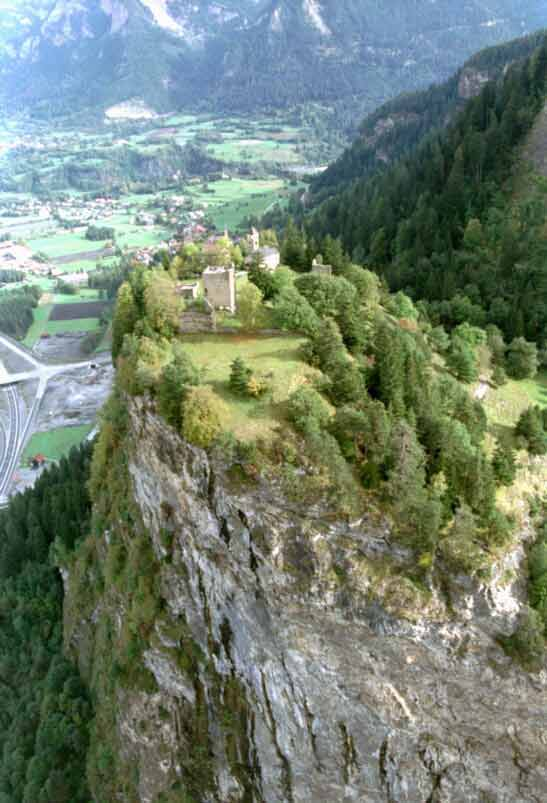
Burg Hohenrätien

Oberhalb von Sils im Domleschg liegen die Felsritzungen von Carschenna. Auf den Felsen findet man mehrheitlich konzentrische Ringmuster mit einer Schale in der Mitte. Auch Tiere, die nicht immer eindeutig zu bestimmen sind, wurden dargestellt. Es wird vermutet, dass die Zeichnungen aus verschiedenen Epochen stammen. Die ältesten sind in einer Art in die Felsen geritzt, die die Wissenschaft der Bronzezeit zuordnet.

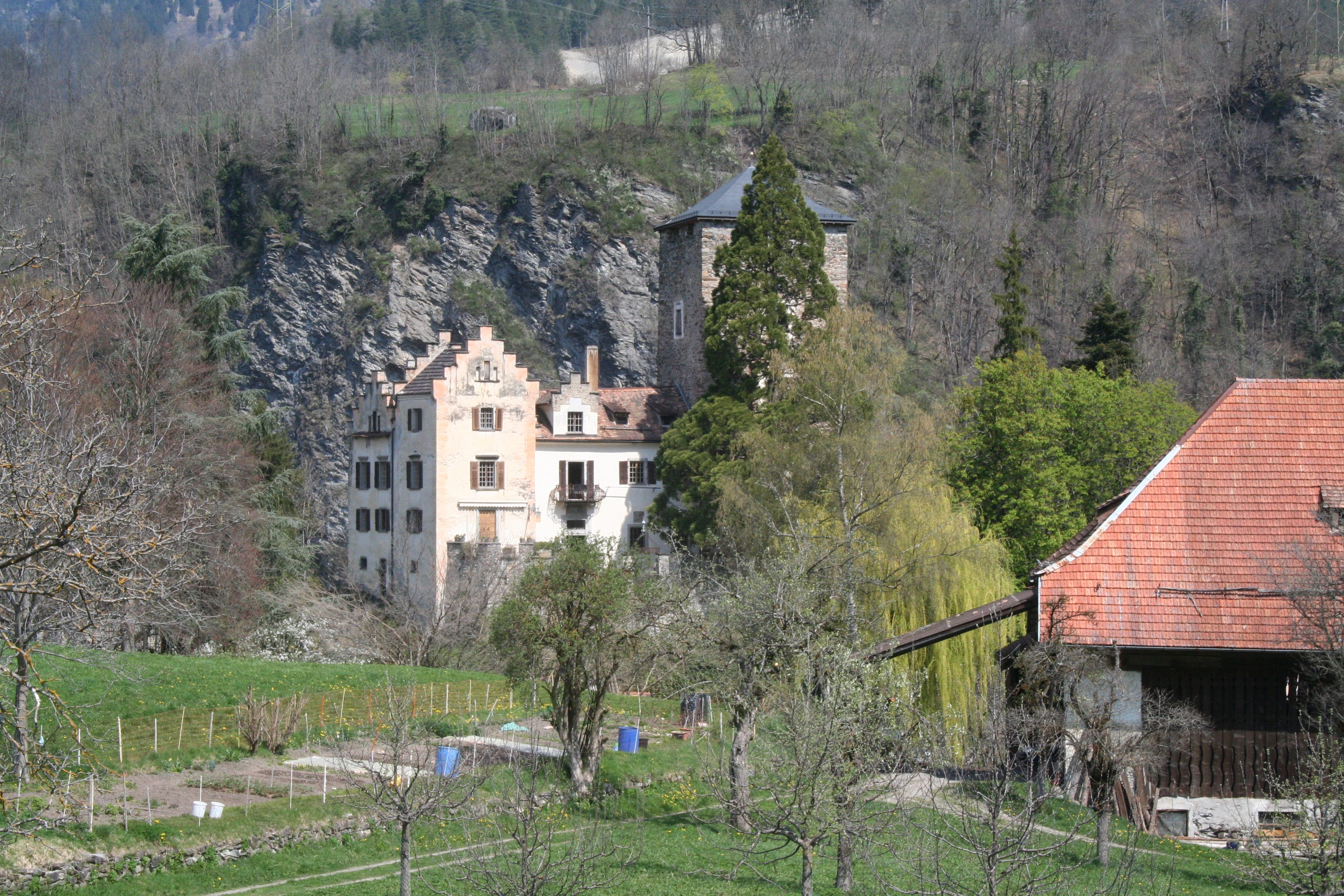
Schloss Baldenstein

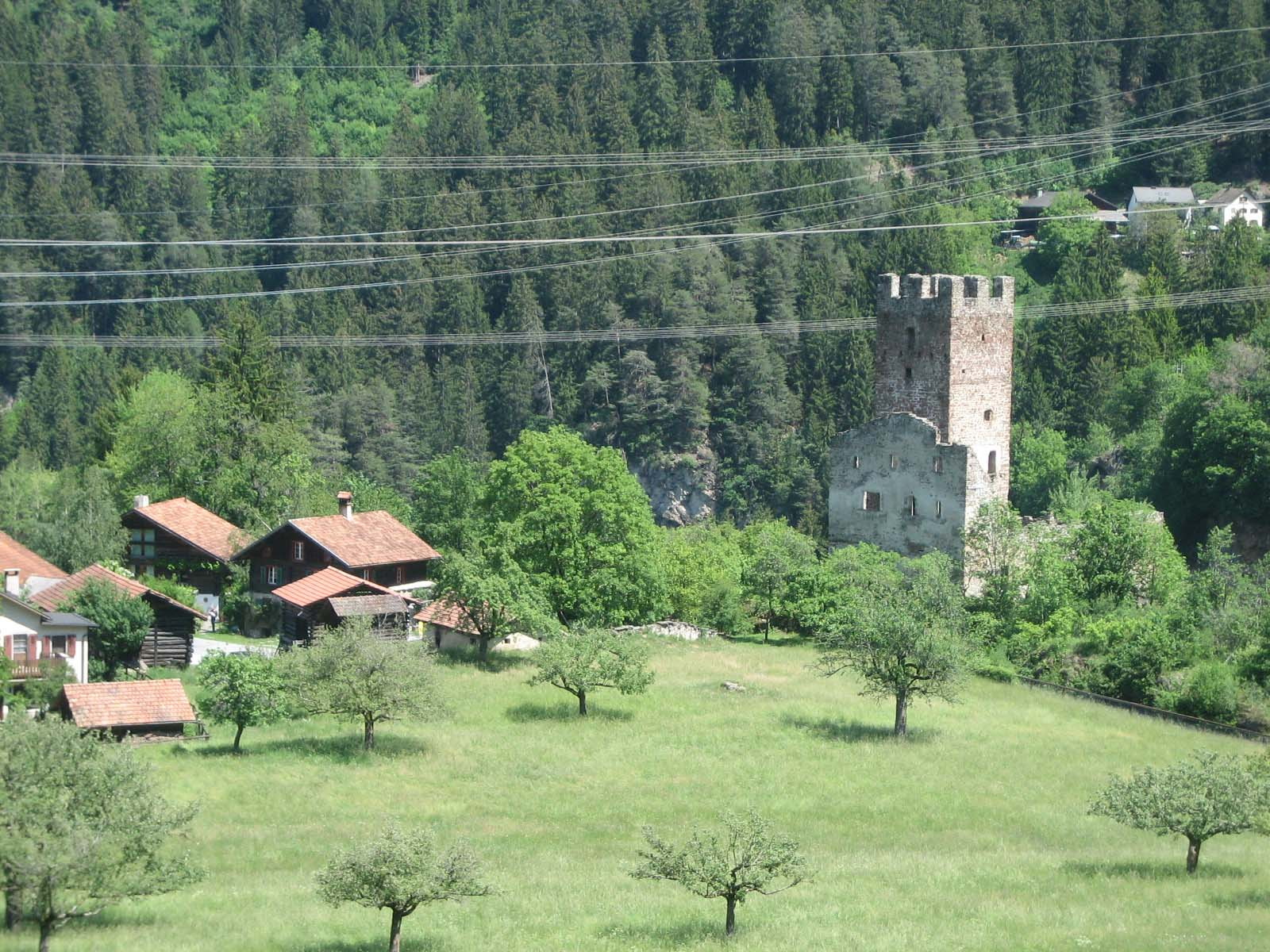
Burg Campell

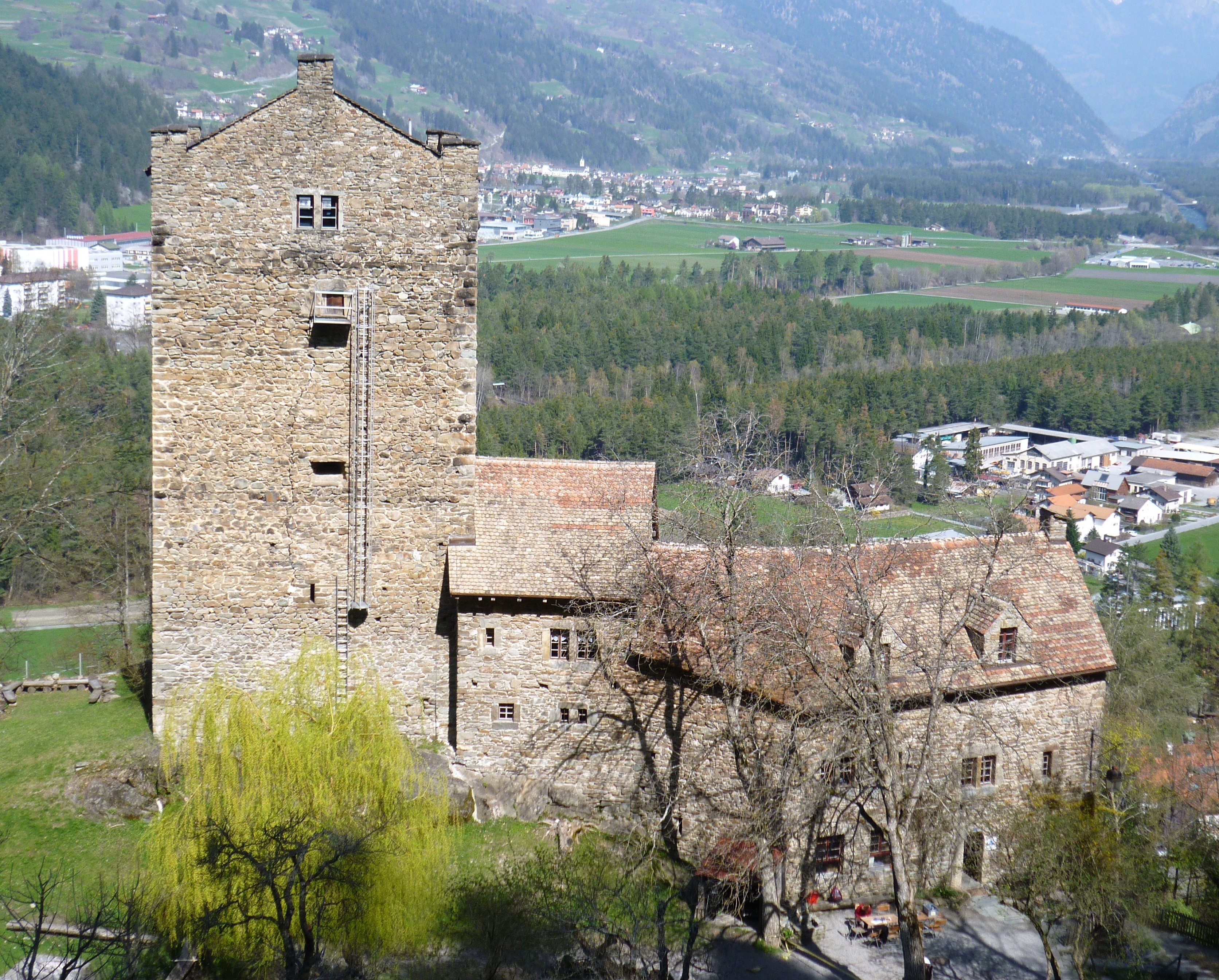
Burg Ehrenfels

Sils im Domleschg wurde 1149 als de Sillas erstmals urkundlich erwähnt. Der Ort war im Mittelalter Ausgangspunkt einer rechtsrheinischen Viamala-Route. Bis 1456 gehörte Sils zum Schamser Territorium der Grafen von Werdenberg, dann kam es zum Domleschger Besitz des Bistums Chur. Auf Gemeindegebiet liegen die Burgen Baldenstein, Campell und Ehrenfels. Die Kirche St. Johann auf Hohenrätien war bis ins 15. Jahrhundert Talkirche für das linksrheinische Domleschg ausser für Sils selbst. 1525 bis 1530 wurde die Reformation eingeführt. Die alte Pfarrkirche St. Cassian wurde nach dem Bau der Dorfkirche 1619 Begräbniskapelle.
Bis 1851 war Sils Nachbarschaft der Gerichtsgemeinde Fürstenau. 1709 wurden die bischöflichen Herrschaftsrechte ausgekauft. Viehwirtschaft und Ackerbau herrschten vor. Häufige Hochwasser führten ab 1832 zu umfangreichen Verbauungen. 1887 kam es zu einem Dorfbrand. 1868/1869 wurde die Schinstrasse gebaut, 1895/1896 die Talstrasse. Seit 1903 besteht in Sils eine Station der Rhätischen Bahn, seit 1910 eine Zentrale des Elektrizitätswerks der Stadt Zürich und seit 1961 der Kraftwerke Hinterrhein. Eine Wolldeckenfabrik produzierte in Sils bis 1987. 2005 bot der zweite Wirtschaftssektor 69 Prozent der Arbeitsplätze.

## Wappen
| Wappen von Sils im Domleschg | Blasonierung: «In Silber ein aufrechter, rot bewehrter schwarzer Steinbock, eine schwarze Wagenlünse tragend»                   |
| Wappen von Sils im Domleschg | Verbindung des Steinbocks, des Wappens des Gotteshausbundes, mit der Wagenlünse, dem Familienwappen der Rin(c)k von Baldenstein |

## Bevölkerung

Luftbild von Werner Friedli aus dem Jahr 1947

| Bevölkerungsentwicklung | Bevölkerungsentwicklung | Bevölkerungsentwicklung | Bevölkerungsentwicklung | Bevölkerungsentwicklung | Bevölkerungsentwicklung | Bevölkerungsentwicklung | Bevölkerungsentwicklung | Bevölkerungsentwicklung | Bevölkerungsentwicklung | Bevölkerungsentwicklung | Bevölkerungsentwicklung |
| ----------------------- | ----------------------- | ----------------------- | ----------------------- | ----------------------- | ----------------------- | ----------------------- | ----------------------- | ----------------------- | ----------------------- | ----------------------- | ----------------------- |
| Jahr                    | 1803                    | 1850                    | 1900                    | 1910                    | 1950                    | 1980                    | 1990                    | 2000                    | 2005                    | 2020                    | 2021                    |
| Einwohner               | 277                     | 295                     | 621                     | 541                     | 590                     | 826                     | 794                     | 880                     | 854                     | 971                     | 967                     |

### Sprachen
Bis ins 19. Jahrhundert wurde in Sils Sutselvisch, eine bündnerromanische Mundart, gesprochen. Im Jahr 1900 waren bereits weniger als 10 % romanischsprachig, und seit 1920 ist die Gemeinde einsprachig Deutsch.
| Sprachen in Sils im Domleschg | Sprachen in Sils im Domleschg | Sprachen in Sils im Domleschg | Sprachen in Sils im Domleschg | Sprachen in Sils im Domleschg | Sprachen in Sils im Domleschg | Sprachen in Sils im Domleschg |
| ----------------------------- | ----------------------------- | ----------------------------- | ----------------------------- | ----------------------------- | ----------------------------- | ----------------------------- |
| Sprachen                      | Volkszählung 1980             | Volkszählung 1980             | Volkszählung 1990             | Volkszählung 1990             | Volkszählung 2000             | Volkszählung 2000             |
| Sprachen                      | Anzahl                        | Anteil                        | Anzahl                        | Anteil                        | Anzahl                        | Anteil                        |
| Deutsch                       | 612                           | 74,09 %                       | 646                           | 81,36 %                       | 764                           | 86,82 %                       |
| Rätoromanisch                 | 56                            | 6,78 %                        | 34                            | 4,28 %                        | 14                            | 1,59 %                        |
| Italienisch                   | 104                           | 12,59 %                       | 60                            | 7,56 %                        | 25                            | 2,84 %                        |
| Einwohner                     | 826                           | 100 %                         | 794                           | 100 %                         | 880                           | 100 %                         |

Sowohl bei den Rätoromanen wie bei den Italienischsprachigen handelt es sich um Zuwanderer. Die Einwanderer aus Italien integrieren sich sprachlich immer mehr. Deshalb ist der Anteil des Italienischen in den letzten Jahrzehnten stetig zurückgegangen. Behördensprache ist Deutsch.

### Herkunft und Nationalität
Von den Ende 2005 854 Bewohnern waren 749 (= 88 %) Schweizer Staatsangehörige.

## Wirtschaft, Verkehr

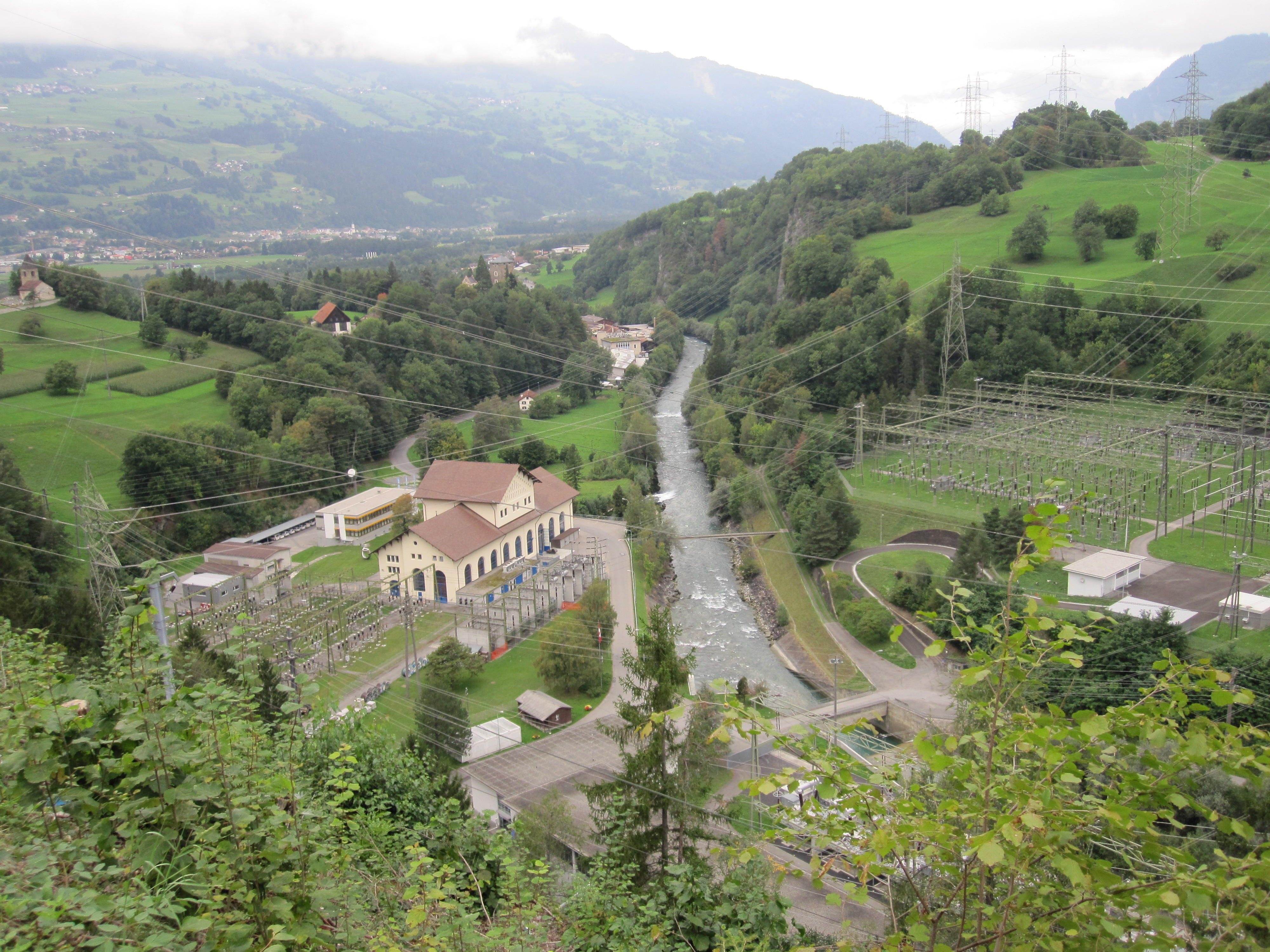
Anlage der EWZ in Sils im Domleschg

Sils wird von Buslinien der Postauto Graubünden bedient. Im benachbarten Thusis halten Regionalzüge und Schnellzüge der Rhätischen Bahn.
In Sils befinden sich ein Kraftwerk und ein Unterwerk, die vom Elektrizitätswerk der Stadt Zürich (EWZ), den Nordostschweizerischen Kraftwerken (NOK) und den Kraftwerken Hinterrhein (KHR) betrieben werden. Im Anlagenkomplex befindet sich die Netz-Leitstelle Sils des EWZ, von wo aus die meisten EWZ-Anlagen zentral angesteuert werden.
Im Unterwerk wird Strom von der Elektrizitätsgesellschaft Laufenburg transformiert und durch die Hochspannungsleitungen Sils–Soazza und Sils–Pradella weitertransportiert. Ausserdem beginnen dort eine 380-kV-Hochspannungsleitung der NOK nach Bonaduz und die 380-kV-Leitung Sils–Fällanden der EWZ.

## Sehenswürdigkeiten

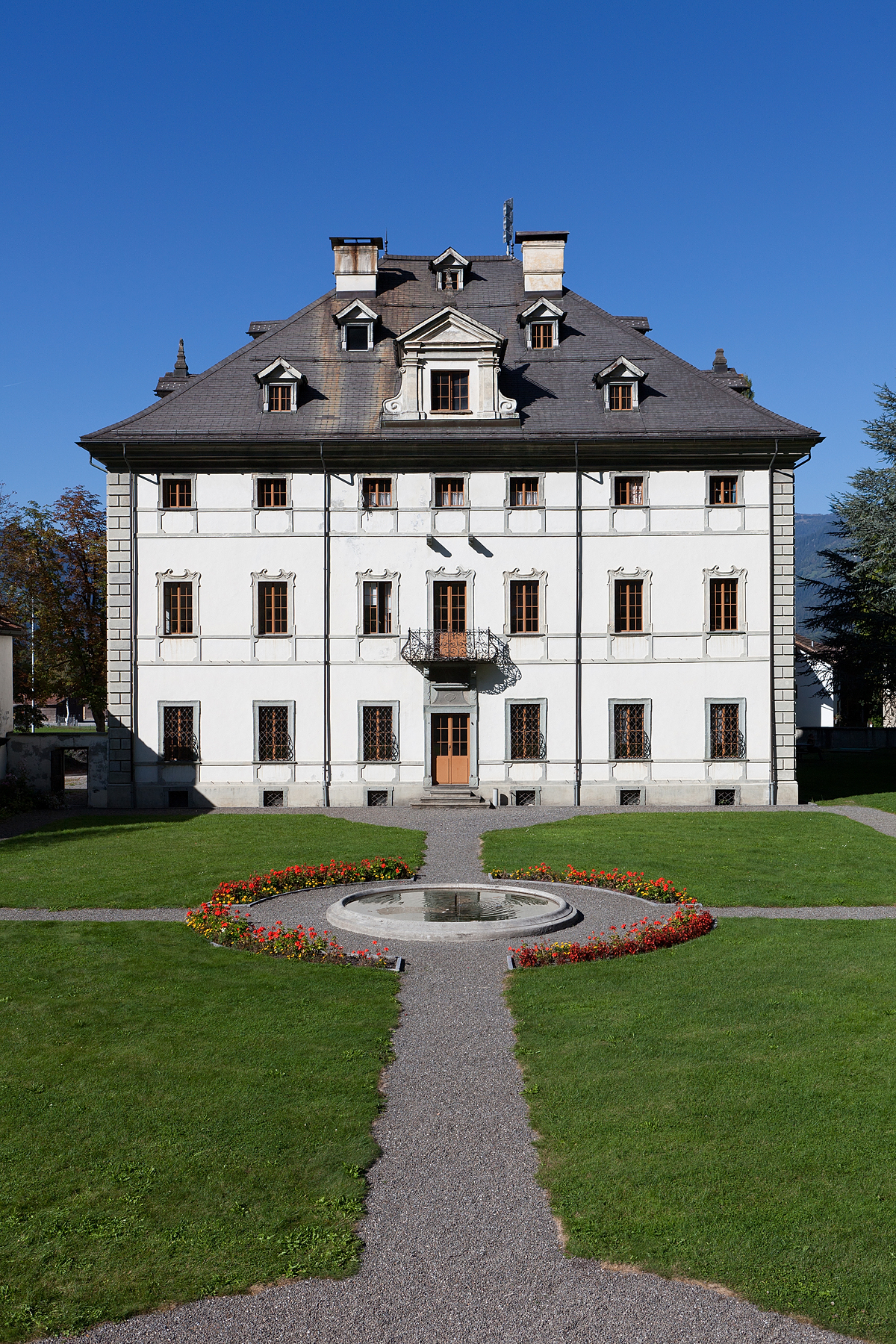
Palazzo Donatz

- Unter Denkmalschutz stehen St. Cassian und
- die reformierte Dorfkirche
- Palazzo Donatz (Gemeindehaus) erbaut von Conradin Donats Jahre 1740[6]
- Schloss Baldenstein[7]
- Burgruine Hoch-Rialt oder Hohenrätien[8]
- Burgruine Campi (Campell)[9]

## Exekutive
Gemeindepräsident ist Martin Lippuner (Stand 2022).

## Persönlichkeiten
- Thomas Conrad von Baldenstein (1784–1878), auf Schloss Baldenstein geborener Naturforscher der Vogelwelt der Alpen
- Arno Jehli (* 30. März 1950) ist ein Schweizer Musiker, Kapellmeister und Komponist